# Alex Garcia (baloncestista)
Alex Ribeiro Garcia (São Paulo, 4 de marzo de 1980) es un jugador de baloncesto brasileño que pertenece a la plantilla del Minas Tênis Clube de la NBB Brasilera. Con 1,90 metros de estatura, juega en la posición de escolta.

## Trayectoria deportiva

### Selección nacional
Desde el año 2001 juega en la selección brasileña, con la que ha ganado en dos ocasiones el Torneo de las Américas, en Santo Domingo 2005 y San Juan 2009, otras dos los Juegos Panamericanos, en Santo Domingo 2003 y Río de Janeiro 2007, además de participar en tres Campeonatos del Mundo y en los Juegos Olímpicos de Londres 2012, donde acabaron en quinto lugar, promediando 4 puntos por partido.

### Profesional
Comenzó su andadura profesional en COC Ribeirão Preto de su país, hasta que en 2004 fichó por los San Antonio Spurs, donde únicamente pudo disputar dos partidos debido a las lesiones. Al año siguiente fue reclamado por los New Orleans Hornets, donde jugó ocho partidos, en los que promedió 5,5 puntos, 2,3 asistencias y 1,9 rebotes.
Tras su corta experiencia en la NBA, regresó a su país, hasta que en 2007 fichó por el Maccabi Tel Aviv israelí, donde fue subcampeón de la liga de aquel país, y también de la Euroliga. Al término de la temporada volvió a Brasil, jugando en el UniCEUB Brasília, con los que ganó en 2009 la Liga de las Américas, siendo elegido mejor jugador del campeonato. En su última temporada promedió 13,9 puntos y 3,6 asistencias. Actualmente milita en el Paschoalotto/Bauru Basket.

## Estadísticas de su carrera en la NBA

### Temporada regular
| Temporada | Edad | Equipo              | Liga | Pos. | P  | TIT | MIN  | TC  | TCA | %TC  | 3P  | 3PA | %3P  | TL  | TLA | %TL  | R.OF. | R.DEF. | REB | ASIS | ROB | TAP | PER | FP  | PTS |
| 2003-04   | 23   | San Antonio Spurs   | NBA  | SG   | 2  | 0   | 6.5  | 0.5 | 3.5 | .143 | 0.0 | 0.0 |      | 0.5 | 1.0 | .500 | 0.0   | 0.0    | 0.0 | 0.0  | 1.0 | 0.0 | 0.5 | 0.0 | 1.5 |
| 2004-05   | 24   | New Orleans Hornets | NBA  | SG   | 8  | 3   | 18.3 | 2.3 | 6.5 | .346 | 0.6 | 2.3 | .278 | 0.4 | 0.5 | .750 | 0.9   | 1.0    | 1.9 | 2.3  | 0.5 | 0.1 | 1.0 | 1.9 | 5.5 |
| Total     |      |                     | NBA  |      | 10 | 3   | 15.9 | 1.9 | 5.9 | .322 | 0.5 | 1.8 | .278 | 0.4 | 0.6 | .667 | 0.7   | 0.8    | 1.5 | 1.8  | 0.6 | 0.1 | 0.9 | 1.5 | 4.7 |

## Mundiales
Ha participado en cinco Mundiales de baloncesto, posee el récord de participaciones junto con varios jugadores.